# Aldnei Siqueira
Aldnei José Siqueira (* 15. März 1964 in Almirante Tamandaré) ist ein brasilianischer Kommunalpolitiker des PSD des Bundesstaates Paraná.
Siqueira war seit 2008 gewählter Stadtrat der Câmara Municipal von Almirante Tamandaré, wo er der 2007 gegründeten Partei Democratas (DEM) angehörte.
Im Jahr 2011 wurden er und seine Familie mit dem Tode bedroht, wenn er nicht seine Kandidatur zur vorgesehenen nächsten Wahl zum Bürgermeister von Almirante Tamandaré zurückzöge. Bei der Kommunalwahl 2012 ließ er sich als Kandidat des PSD aufstellen und wurde durch ein  Unterstützerbündnis aus 12 Parteien (PSD, PRB, PDT, PTB, PSL, PSC, PR, PPS, PMN, PTC, PRP und PC do B) mit 37,13 % der Wahlstimmen zum neuen Stadtpräfekten von Almirante Tamandaré gewählt. Sein Amt trat er in Nachfolge von Vilson Goinski am 1. Januar 2013 an.
Bei Amtsantritt war er mit dem vom Vorgänger übernommenen Skandal in Millionenhöhe R$ konfrontiert, dass von städtischen Fuhrparks in Paraná 28 Lastwagen gestohlen wurden, worunter auch der Fuhrpark von Almirante Tamandaré betroffen war. Seit Mitte 2013 ist er verantwortlich für die Beseitigung der Schäden in Almirante Tamandaré, die durch die Flutumweltkatastrophe vom Juni 2013 in Paraná hervorgerufen waren.
Bei seiner gleich zu Beginn seiner Amtszeit gestarteten Kandidatur auch als Präsident der einflussreichen Associação dos Municípios da Região Metropolitana de Curitiba (Assomec), dem Kommunalverband aus 29 Städten der Metropolregion Curitiba, unterlag er dem erfahreneren Kommunalpolitiker Luizão Goulart.
Aldnei Siqueira ist verheiratet und lebt in Almirante Tamandaré.